# جوزيف جروهي
جوزيف جروهي (بالألمانية: Josef Grohé)‏ (6 نوفمبر 1902)   - 27 ديسمبر 1987) كان مسؤول الحزب النازي الألماني. كان غاولايتر كولونيا ورايخسوميسار بلجيكا وشمال فرنسا.

## خلفية
ولد Grohé في Gemünden im Hunsrück وهو نجل صاحب متجر.  أنهى دراسته الثانوية عام 1919 وعمل كاتبا في صناعة الأجهزة.

## روابط خارجية
- جوزيف جروهي على موقع مونزينجر (الألمانية)